# Otto Hausburg

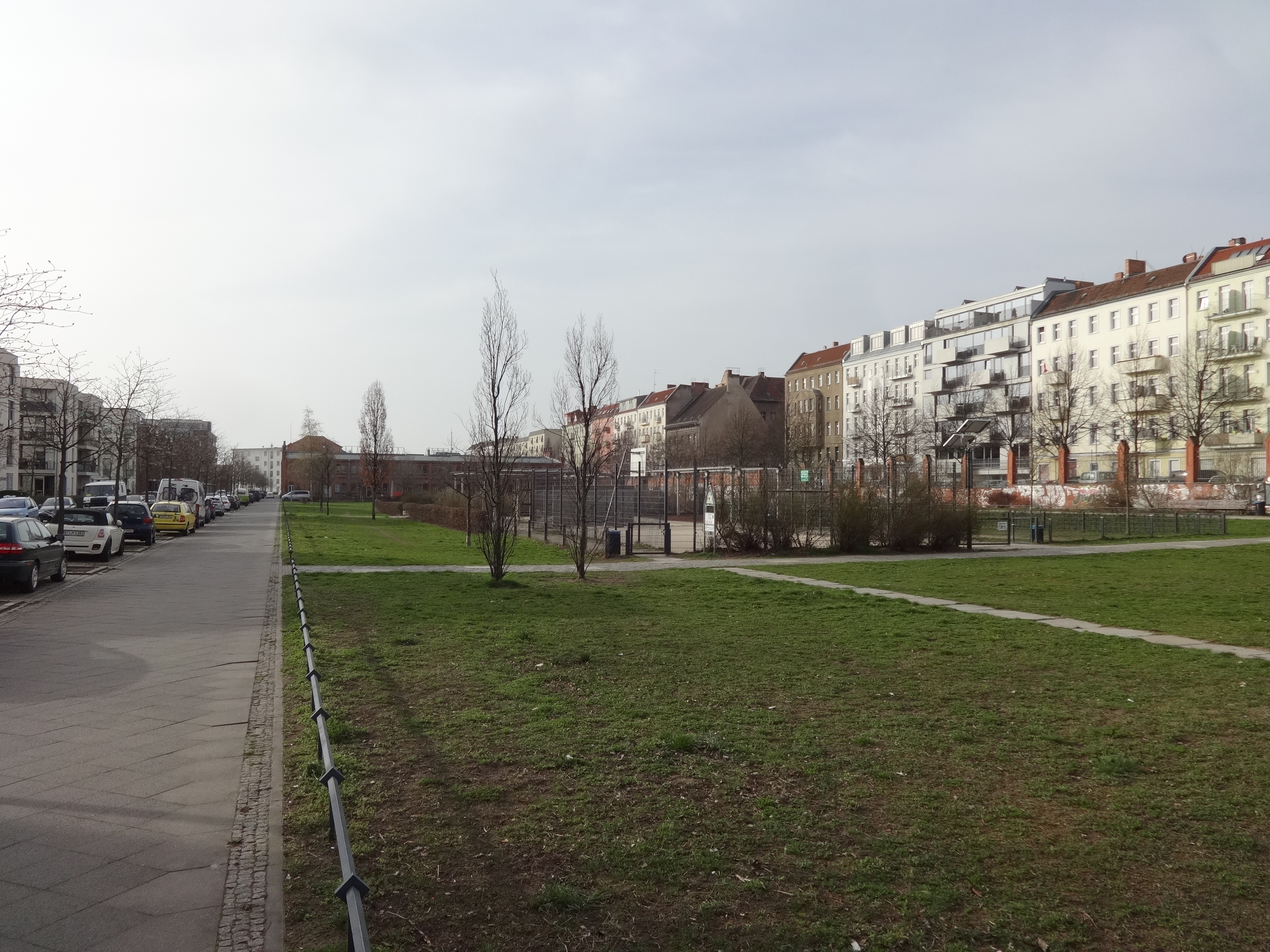
Hausburgpark in Prenzlauer Berg

Otto Hausburg (* 24. Februar 1831 in Tiegenhof; † 8. März 1920 in Berlin) war Landwirt, Direktor eines Schlachthofs und Mitglied des Deutschen Reichstags.

## Leben
Hausburg besuchte die Gymnasien in Elbing und Königsberg in Preußen und die landwirtschaftliche Akademie in Regenwalde in Pommern. Er war praktischer Landwirt und Gutsbesitzer, im Jahre 1861 wurde er als Generalsekretär des Ostpreußischen landwirthschaftlichen Zentralvereins gewählt. 1863 gründete er die landwirtschaftliche Dorfzeitung und 1864 die Land- und Forstwirtschaftliche Zeitung. 1873 bis 1874 war er Stadtverordneter in Königsberg in Preußen. Hausburg siedelte 1874 nach Berlin über und übernahm das Sekretariat des deutschen Landwirtschaftsrats und des Kongresses deutscher Landwirte. Zwischen 1881 und 1901 war er der erste Verwaltungsdirektor des Zentralvieh- und Schlachthofs in Berlin. Am ehemaligen Gelände dieses Schlachthofs finden sich heute eine Hausburgstraße, das Hausburg-Viertel, der Hausburgpark und die Hausburg-Grundschule.
Von 1877 bis 1878 war er Mitglied des Deutschen Reichstags für den Reichstagswahlkreis Regierungsbezirk Danzig 1. Er blieb im Reichstag unabhängiger Liberaler und schloss sich keiner Fraktion an.
Die Hausburgstraße in Berlin-Friedrichshain ist nach Otto Hausburg benannt.